# Al-Qaida i Irak

Al-Qaida i Iraks flagga

al Qaida i Irak (arabiska: Al-Qaa`idatu fii bilaadi r-raafidayn), AQI, ursprungligen Rörelsen för enighet, monoteism och heligt krig (arabiska: Jama'at al-Tawhid wal-Jihad) anses vara den del av terroristnätverket al-Qaida som opererar i Irak. Enligt USA:s militär och den irakiska regeringen är organisationen, som grundades av den jordanskfödde Abu Musab al-Zarqawi, den farligaste och mest hänsynslösa av de grupper som tillsammans bildar den irakiska upprorsrörelsen som bedriver ett gerillaliknande krig mot Iraks regering och de amerikanska styrkor som stöttar regeringen sedan Irakkriget officiellt avslutades den 1 maj 2003.
AQI slogs samman med flera andra mindre sunnimuslimska religiösa miliser och antog 2013 namnet Islamiska staten i Irak och Levanten för att spegla inblandningen i det syriska inbördeskriget.

## Ursprung
Organisationens ursprung kan spåras till 1980-talet när den Jordanienfödde al-Zarqawi deltog som frivillig i det afghansk-sovjetiska kriget mot den sovjetiska ockupationen där hans nybildade organisation värvade frivilliga islamister för kampen mot Sovjetunionen. Efter att Sovjetunionen 1989 lämnat Afghanistan flyttade al-Zarqawi tillbaka till Jordanien. Där planerade hans organisation aktioner för att störta den jordanska regimen som ansågs alltför sekulär och västvänlig. Detta resulterade i att han under 1990-talet fick tillbringa fem år i fängelse.
Efter fängelsevistelsen lämnade al-Zarqawi sitt hemland för gott. Organisationens officiella namn var vid den här tiden fortfarande Jama'at al-Tawhid wal-Jihad och anses ha haft få kontakter med Usama bin Ladins al-Qaida. Organisationen bildade ett eget nätverk vars medlemmar var utspridda i många länder. Syftet var att bekämpa "alla fiender till sann Islam" var de än befann sig. Efter att den USA-ledda koalitionen våren 2003 störtat Saddam Hussein blev Irak "epicentret" för organisationens verksamhet där USA:s invasion sågs som ett nytt korståg mot Islam. Samtidigt knöts allt tätare band med Al-Qaida och från och med hösten 2004 benämns gruppen Al-Qaida i Irak och Al Zarqawi utsågs till Al-Qaidas överbefälhavare i Irak.
Under de år som gått sedan Saddam Hussein störtades har organisationen blivit den mest fruktade av alla de grupper som bekämpar USA:s militära närvaro och USA utsåg Abu Musab al-Zarqawi till, näst Usama Bin Ladin, världens farligaste terrorist. Man utlöste en belöning på 25 miljoner dollar till den som kunde ge upplysningar som ledde till att han greps eller dödades. Efter att han dödats av amerikanskt bombflyg anses den nye ledaren vara Abu Hamza al-Muhajir.

## Målsättning
Organisationens ideologi grundar sig på en mycket radikal tolkning av islam (wahabism, en islamistisk sunnitisk gren av islam) där idealsamhället så långt det bara är möjligt ska styras på samma sätt som under profeten Muhammeds tid. Målsättningen i Irakkriget är att köra ut amerikanarna och störta den nya regimen. Därefter ska en "gudsstat" upprättas där koranens lagar, Sharia styr hela samhället. Shiamuslimerna (som anses vara kättare) och som utgör ca 60 % av landets befolkning ska återigen marginaliseras och alla som på olika sätt jobbat för den störtade regimen ska avrättas. När dessa mål är uppnådda ska organisationen förena sig med resten av Al-Qaida och andra islamister för att fortsätta det heliga kriget (jihad) mot västländerna och upprätta en sann "gudsstat" i hela den muslimska världen.
Organisationens mer långsiktiga mål skiljer sig därmed mycket från många andra grupperingar inom upprorsrörelsen som Baathisterna (Saddamanhängare), vanliga Irakiska nationalister etcetera. 
Det faktum att de islamistiska grupperna i Irak och Baathister etcetera har så olika långsiktiga mål med sitt krig mot den nya regimen och USA gör att många anser att Irak inte skulle få den fred landet så desperat behöver även om USA:s militär lämnade landet. Istället menar många att ett "allas krig mot alla" skulle utbryta om USA lämnar landet. Irak skulle med andra ord riskera bli ett nytt Afghanistan med svåröverblickbara konsekvenser för hela Mellanöstern.

## Taktik
Medan de flesta grupperingarna inom upprorsrörelsen som kan sorteras in bland Baathister, nationalister, sekulära sunnimuslimer etcetera i huvudsak bedriver "traditionell" gerilla krigföring med bakhåll, vägbomber, sabotage m.m. tillämpar de islamistiska grupperna i första hand ren terrorkrigföring med bombattentat, kidnappningar, avrättningar (ibland massavrättningar) m.m. Och Al Qaida i Irak anses ha fört denna typ av krigföring längre än någon annan grupp inom upprorsrörelsen. Av alla de nästan oräkneliga bombattentat som ägt rum sedan maj 2003 anses Al Qaidas Irakiska gren stå för flertalet. Vissa uppgifter gör gällande att t.o.m en del andra islamistiska grupper i Irak har kritiserat Al-Qaa`idatu fii bilaadi r-raafidayn krigföring för att vara för hänsynslös.
Deras mest fruktade vapen har blivit (oftast bilburna) självmordsbombare och enligt amerikansk militär har det aldrig tidigare i krigshistorien förekommit självmordsattentat med sådan frekvens och dödlighet som fallet är i Irak. Även andra islamistgrupper använder sig av självmordsbombare men inte med sådan frekvens.
Attentaten slår urskillningslöst. Alla från den amerikanska militären till helt vanliga civila, inklusive hjälporganisationer mm har blivit måltavlor för attacker. Många av attackerna tycks har haft som primärt mål att döda så många civila som möjligt. Därför anser många bedömare att man vill provocera fram ett inbördeskrig mellan Iraks olika folkgrupper. Bland de hundratals självmordsattentat med tusentals dödsoffer (flertalet civila) som organisationen anses ligga bakom kan nämnas:
- 29 augusti 2003 - 85 dödade av bilbomb i Najaf
- 2 mars 2004 - 181 dödade i Bagdad och Karbala i samband med högtiden Ashura
- 21 april 2004 - 74 dödade i Basra
- 19 december 2004 - 60 dödade i Karbala och Najaf
- 28 februari 2005 - 125 dödade i Hilla
- Maj-juni 2005 dödades ca 800 människor i en lång serie bombattentat och al Zarqawis nätverk anses ligga bakom majoriteten av dem.
- 14 september 2005 - 150 dödade i Bagdad vid koordinerade attacker
- 4-5 januari 2006 - 180 dödade i bombattentat runt om i Irak
- 23 november 2006 - över 200 dödade vid koordinerade attentat i Bagdad.

- Dessutom anses man också ligga bakom ett flertal terrordåd utanför Irak, bland annat en serie bombattentat i Jordaniens huvudstad Amman 9 november 2005 som dödade 60 personer.

## Ökat samarbete med andra grupper?
Under de två första åren efter Saddam Husseins fall ansåg USA:s militär att man i praktiken stred på två fronter i Irak, dels ett "traditionellt" gerillakrig med irakiska nationalister, Saddamanhängare etcetera som motståndare. Den andra fronten utgjordes av motståndarna av jihadister ("gudskrigare"), framförallt utländska som bedrev en terrorkampanj med redan nämnda medel. Senare undersökningar har emellertid visat att andelen utländska upprorsmän är mycket mindre än vad man tidigare antog. Allt tyder på att delar av den sunnitiska befolkningen radikaliserats under krigets gång vilket underlättat rekryteringen av nya medlemmar till såväl Al Qaida som andra islamistiska grupper.
Under 2006 ansåg USA:s militär att gränsen mellan de två fronterna blev allt mer diffus. Man menade att det fanns klara belägg för ett ökat samarbete mellan Al Qaida, andra islamistiska grupper och de mer sekulära grupperna inom upprorsrörelsen. En "ohelig" allians höll med andra ord på att bildas mellan islamisterna, Baatisterna m.fl. 
Under senvintern 2007 kom emellertid tecken som tydde på ökade sprickor mellan islamisterna och de sekulära grupperingarna. Anledningen till detta anses vara att de sistnämnda fått nog av alla bombattentat mot civila, droppen ska ha varit en serie självmordsattentat mot shiitiska pilgrimer som krävde hundratals dödsoffer. För det andra vägrar man att erkänna Al Qaida i Irak som den främsta upprorsgruppen. Som en följd av detta har enligt BBC  ett flertal organisationer inlett samtal med den irakiska regeringen.